# Mitrocomella niwai
Mitrocomella niwai är en nässeldjursart som beskrevs av Bouillon och Euphemia Cowan Barnett 1999. Mitrocomella niwai ingår i släktet Mitrocomella och familjen Mitrocomidae. Inga underarter finns listade i Catalogue of Life.